# Leachville
Leachville é uma cidade localizada no estado americano de Arkansas, no Condado de Mississippi.

## Demografia
Segundo o censo americano de 2000, a sua população era de 1981 habitantes.
Em 2006, foi estimada uma população de 1833, um decréscimo de 148 (-7.5%).

## Geografia
De acordo com o United States Census Bureau, a localidade tem uma área de 4,8 km², sem área coberta por água. Leachville localiza-se a aproximadamente 72 m acima do nível do mar.

## Localidades na vizinhança
O diagrama seguinte representa as localidades num raio de 24 km ao redor de Leachville.